# Develtos
Develtos (in greco Δεβελτός?, Δηβελτός, Δεουελτòς, Δεούελτος, Διβηλτóς) o Deultum è stata un'antica città e sede vescovile in Tracia. Era collocata alla foce del fiume Sredetska sulla costa occidentale del lago Mandrensko, già parte del golfo di Burgas, e nei pressi del moderno villaggio di Debelt.